# Cipster
I Cipster sono uno snack salato a base di patate prodotto dalla Saiwa (proprietà della Mondelēz International) dagli anni '70.

## Promozione
Cipster è stato oggetto di un'operazione di pubblicità indiretta all'interno del film Amore 14 (2009), scritto e diretto da Federico Moccia. 
In collaborazione con MTV, la Saiwa aveva lanciato un concorso legato a Cipster, il cui vincitore è stato scelto come protagonista della campagna pubblicitaria del prodotto.